# چشمه چاه احمد
چشمه چاه احمد یکی از نقاط دیدنی استان هرمزگان در جنوب ایران است.
چشمه چاه احمد در مسیر جاده بندر خمیر به بندرلنگه و دو راهی خرک قرار دارد. فاصله بندر خمیر تا دو راهی خرک ۹ کیلومتر و از دو راهی تا مظهر چشمه در حدود ۲ کیلومتر است که ۵۰۰ متر آن می‌باید پیاده طی شود. در نزدیکی مظهر چشمه یک استخر طبیعی به شکل مربع وجو دارد که طول هر ضلع ان در حدود ۵ متر است. آب این چشمه از شکاف سنگهای آهکی دو لومیتی از زمین خارج می‌شود. در حوالی چشمه نیز دو باب اتاقک ساخته شده‌است که مورد استفاده مسافران قرار می‌گیرد. آب این چشمه در ردیف آبهای گوگردی
با کاتیونهای مختلف گرم است.